# Czterdziesty pierwszy (film 1956)
Czterdziesty pierwszy (ros. Сорок первый) – radziecki dramat wojenny z 1956 roku w reżyserii Grigorija Czuchraja, na podstawie opowiadania Borisa Ławrieniowa o tym samym tytule. Pierwszy film Czuchraja, według historyków kina dał początek nowej fali w kinie radzieckim, która patetyczny schematyzm okresu socrealistycznego zastąpiła dramatyzmem ludzkich przeżyć i liryką.
Film był w ZSRR hitem kasowym roku 1956 – obejrzało go ponad 25 mln widzów. Obecnie obraz zaliczany jest do grona stu najlepszych filmów radzieckich wszech czasów.

## Fabuła
Wojna domowa w Rosji, Azja Środkowa. W ręce niedużego oddziału „czerwonych” wpada białogwardyjski oficer – por. Goworucha-Otrok, który uszedł z życiem spod lufy mistrzowsko strzelającej czerwonogwardzistki Mariutki. Miał być jej czterdziestą pierwszą ofiarą (stąd tytuł). Żołnierze postanawiają za wszelką cenę odstawić jeńca do sztabu, jednak przedtem muszą przebyć pełną trudów drogę przez pustynię Kara-kum. Jeniec przez cały czas pilnie strzeżony jest przez piękną Mariutkę. W końcu docierają nad Morze Aralskie i zostają ugoszczeni przez nomadów. Aby zyskać na czasie, dowódca postanawia wysłać łodzią Mariutkę wraz z jeńcem krótszą drogą – przez morze. Po drodze jednak sztorm wyrzuca ich na maleńką bezludną wysepkę. Pozostawieni swojemu losowi, pomimo różnic klasowych, w końcu obydwoje poddają się namiętnemu uczuciu. Żyjąc w niedużej chacie, oczekują przybycia rybaków, snując romantyczne plany na przyszłość. Dziewczyna uświadamia mężczyźnie niesprawiedliwości panujące w społeczeństwie rosyjskim przed rewolucją, z kolei "biały" oficer rodem z Petersburga odkrywa przed nią do tej pory nieznany świat dobrze urodzonych i wykształconych ludzi (dziewczyna jest wprost zachwycona opowieścią o Robinsonie Crusoe). Jeniec, posiadający cenne informacje, jest jednak dla „białych” tak ważny, że posyłają za nim pościg. Idąc śladem „czerwonych”, w końcu dociera on i na wysepkę. W finałowej scenie, gdy Goworucha biegnie na spotkanie ku swoim, Mariutka strzela mu w plecy.

## Główne role
- Izolda Izwicka – Mariutka
- Oleg Striżenow – por. Goworucha-Otrok
- Nikołaj Kriuczkow – komisarz Jewsikow
- Nikołaj Dupak – Czupiłko
- Giennadij Szapowałow – Tierientjew
- Piotr Lubieszkin – Gużow
- Jurij Romanow – Wiachir
- Anatolij Kakorin – Jegorow
- Daniłło Nietriabin – Siemiannyj
- Wadim Zacharczenko – dowódca białych
- Leonid Kowylin – Gwozdiew
- T. Sardarbekowa – Ałtynaj
- Asanbek Ömüralijew – Umankuł
- K. Żarkimbajew – Timerkuł